# Reproducción humana

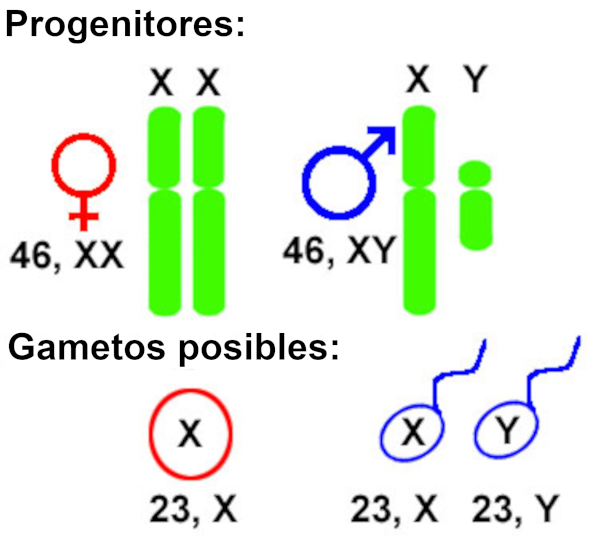
Progenitores y Cromosomas sexuales.
Progenitor femenino 46,XX (en rojo).
Progenitor masculino 46,XY (en azul).

La reproducción humana es la forma de combinación de material genético a través de los gametos de dos organismos progenitores (reproducción sexual), que tiene como consecuencia la fecundación, el embarazo y el subsecuente parto de una cría humana. Típicamente involucra la conexión física coito vaginal entre un hombre y una mujer y la interacción del sistema reproductor masculino y el reproductor femenino, que luego da como resultado la fecundación del óvulo de la mujer con el espermatozoide del hombre.
 La reproducción humana no es equivalente a la reproducción animal, aunque en lo biológico es semejante a la de los animales más evolucionados.

La ciencia ha obtenido la combinación del material genético de los progenitores humanos  (fertilización) de manera artificial, mediante técnicas de reproducción asistida que no involucran conexión física (coito). Los trastornos en la fertilización humana (infertilidad) afectan a 15-20 % de las parejas en edad reproductiva.

## Reproducción sexual humana

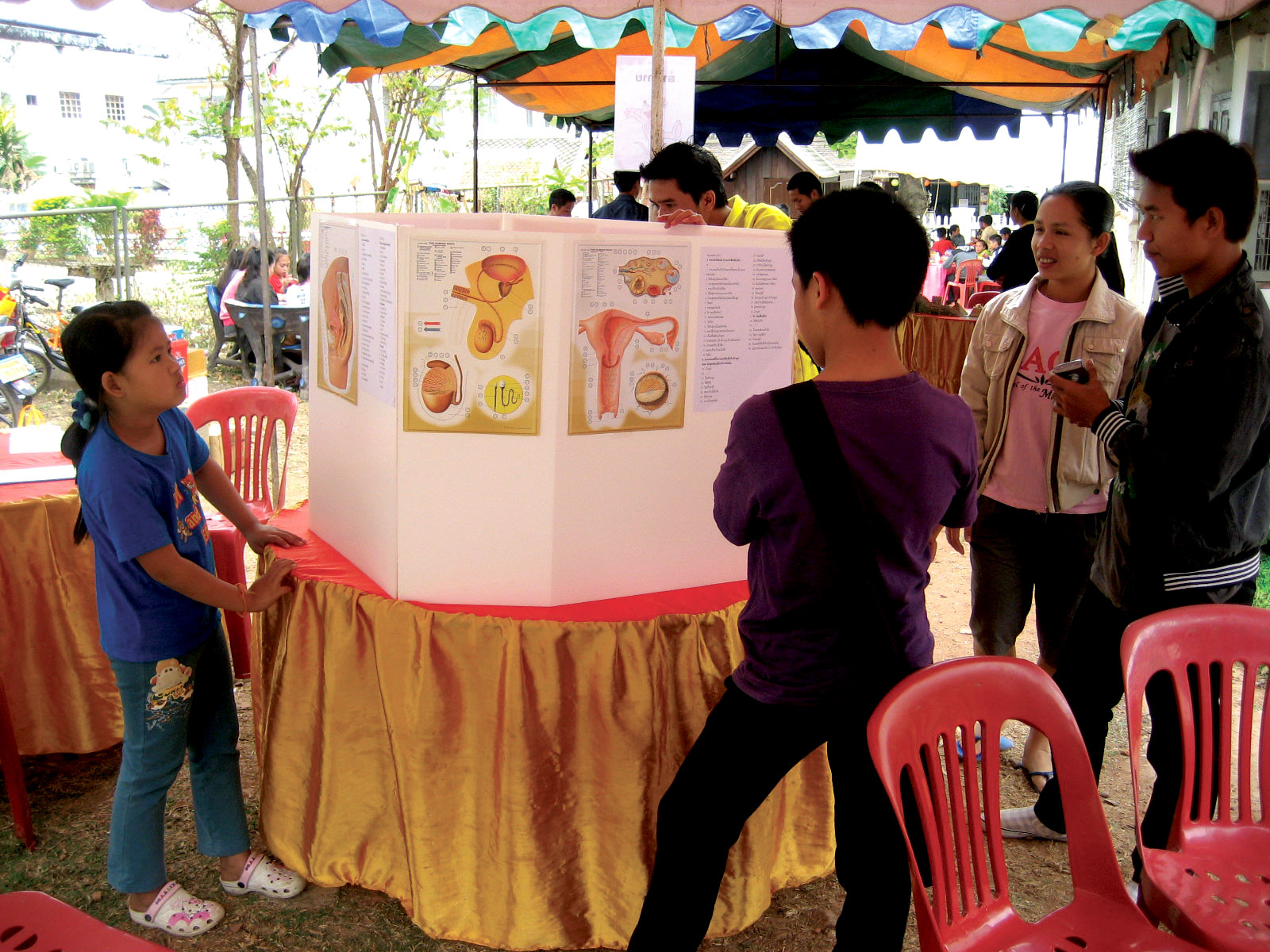
Estudiantes de Lao observan una exposición acerca del sistema reproductor humano.

La reproducción sexual humana se basa en la unión de sus dos células reproductoras especializadas (gametos) denominadas óvulo y espermatozoide. La unión de ambos gametos se realiza mediante fecundación interna en el aparato reproductor de la mujer.
La reproducción humana no es equivalente a la reproducción animal, aunque en lo biológico es semejante a la de los animales superiores, es diferente en: el aspecto psíquico y en el aspecto de la conducta sexual. 
La conducta sexual humana tiene tres componentes: instinto, aprendizaje y condicionamiento. 

### Células reproductoras especializadas
Mientras que las células humanas comunes (células somáticas), contienen 46 cromosomas (en 23 pares), las células reproductoras especializadas o gametos  contienen solamente 23 cromosomas individuales (n= 23). En biología, la hembra humana (mujer) tiene la célula gameto que es el óvulo. En el macho humano (varón/hombre) la célula gameto es el espermatozoide.

Cuando estas dos células gametos se fusionan con una recombinación genética es cuando se forma el huevo o cigoto.

El cigoto formado contiene 23 cromosomas de cada progenitor, emparejados en 23 pares (2n= 46).

#### Célula femenina
El óvulo que es la célula sexual femenina, es mucho más grande que el espermatozoide se forma dentro de los ovarios del feto femenino antes de su nacimiento. Su maduración (Ovogénesis) se detiene en ovocito primario. 
En la pubertad se reinicia la meiosis, proceso que culminará con la ovulación de un folículo secundario en metafase de la segunda división meiótica.

El óvulo contiene la carga genética necesaria para la fecundación (23 cromosomas individuales, n= 23); contiene nutrientes para el inicio del desarrollo del cigoto y embrión.

#### Célula masculina
El espermatozoide la célula sexual masculina al término de su maduración estará esencialmente constituido por una cabeza, una zona intermedia, y un flagelo. La cabeza está constituida por un núcleo que transporta la carga genética necesaria para la fecundación (23 cromosomas individuales, n= 23).

Debido a la falta de un proceso de capacitación del gameto masculino, este no es aún capaz de fecundar. El proceso de capacitación de los espermatozoides se inicia a nivel del cuello del útero.

### Aparato reproductor masculino
El sistema reproductor masculino para su función biológica última (teleología) se puede simplificar en: los testículos, donde se producen los espermatozoides, y el pene que los vehiculiza.

En los humanos, ambos órganos se encuentran fuera de la cavidad abdominal. Tener los testículos fuera del abdomen facilita la regulación de temperatura de los espermatozoides, que requieren temperaturas de aproximadamente 2 a 3 °C menos que la temperatura normal del cuerpo para sobrevivir.  En particular, la ubicación extraperitoneal de los testículos puede resultar en una reducción del doble de la contribución inducida por el calor a la tasa de mutación espontánea en los tejidos germinales masculinos en comparación con los tejidos a 37 °C. Si los testículos permanecen demasiado cerca del cuerpo, es probable que el incremento en la temperatura afecte negativamente la formación de espermatozoides, dificultando la fecundación. Es por eso que los testículos se llevan en una bolsa externa (escroto) en lugar de dentro del abdomen; normalmente permanecen ligeramente más fríos que la temperatura corporal, lo que facilita la producción de espermatozoides.

### Aparato reproductor femenino
El sistema reproductor femenino para su función biológica última (teleología), se puede simplificar en: los ovarios donde se forman los óvulos y el útero que los vehiculiza y mantiene luego de fecundados. 
En respuesta a señales hormonales, el proceso de ovogénesis madura un óvulo que es liberado y enviado por la trompa de Falopio. Si no se fertiliza, este óvulo se elimina del sistema a través de la menstruación.
El cigoto se implanta en el revestimiento del útero, donde comienza el proceso de embriogénesis y morfogénesis.

## Proceso de reproducción humana

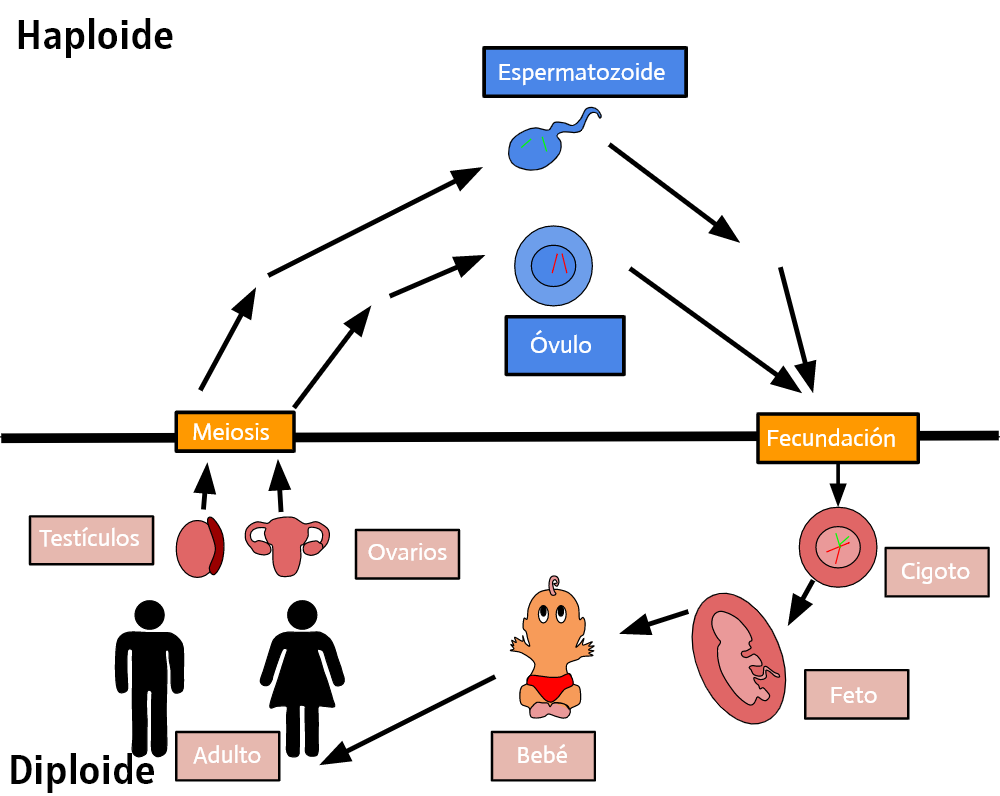
Este modelo del ciclo biológico de vida de los humanos muestra los procesos básicos involucrados y su orden.

La reproducción humana normalmente comienza con la copulación, aunque también puede lograrse mediante Reproducción asistida como en la inseminación artificial.

El proceso de fecundación humano se puede impedir mediante el uso de métodos anticonceptivos como los condones, los anticonceptivos orales y los dispositivos intrauterinos.

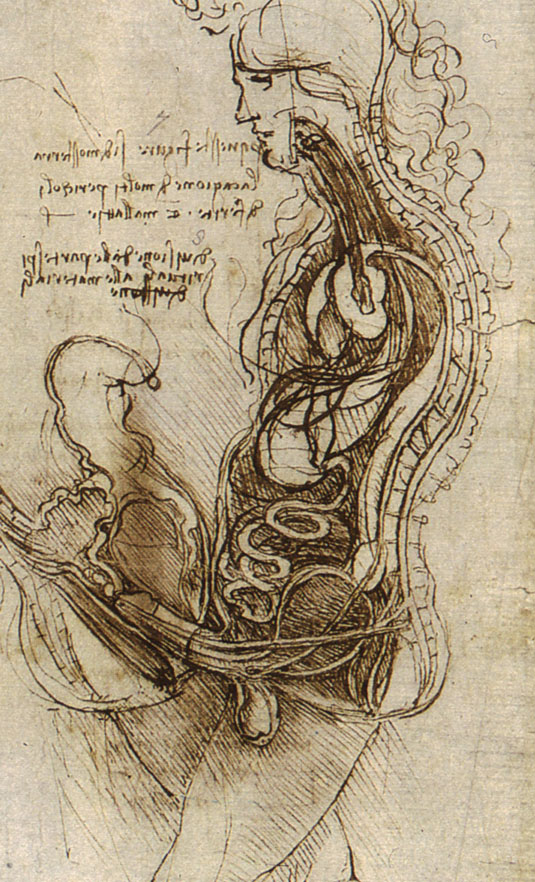
"Coito de un hombre y una mujer hemiseccionados" (1492) por Leonardo da Vinci.

### Cópula
La reproducción humana se da de forma natural con la fecundación interna mediante el coito vaginal. Durante este proceso, el hombre introduce su pene, que debe estar erecto, en la vagina de la mujer, y luego cualquiera de los dos realiza empujes pélvicos hasta que el hombre eyacula semen, que contiene espermatozoides, en el canal vaginal. Este proceso también se conoce como "copulación", "apareamiento", "tener relaciones sexuales" o, de manera eufemística, "hacer el amor". El espermatozoide y el óvulo se conocen como gametos (cada uno contiene la mitad de la información genética del padre, creado a través de meiosis). 
El espermatozoide (que es uno de aproximadamente 250 millones de espermatozoides en una eyaculación masculina típica) viaja a través de la vagina y el cuello uterino hasta el útero o las trompas de Falopio. El óvulo se mueve simultáneamente a través de la trompa de Falopio alejándose del ovario. Uno de los espermatozoides encuentra, penetra y fecunda el óvulo, creando un cigoto. Tras la fecundación e implantación, la gestación del feto ocurre dentro del útero de la mujer.

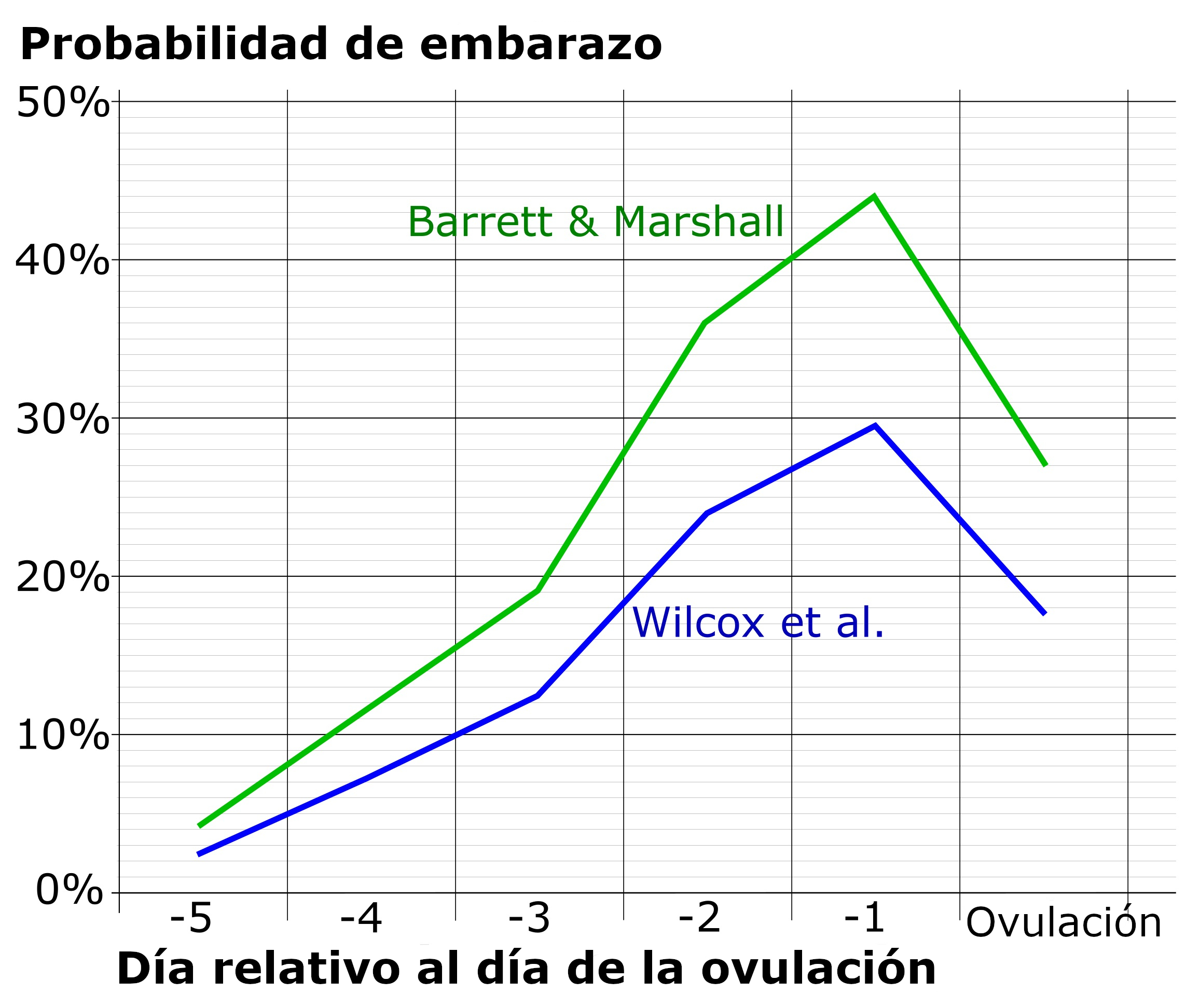
Probabilidad de fecundación por día del ciclo menstrual relativo a la ovulación.

La probabilidad de embarazo para las relaciones sexuales es mayor durante el Ciclo sexual femenino desde unos 5 días antes hasta 1 o 2 días después de la ovulación.Para una mayor probabilidad de embarazo, se recomienda que el hombre no pase varios días de abstinencia sexual, ya que se ha demostrado en un estudio que cuanto más días sin eyacular, la cantidad de espermatozoides aumenta pero la calidad de estos disminuye, debido a que en este tiempo los espermatozoides se exponen a un mayor estrés oxidativo. Los estudios no han demostrado una diferencia significativa entre las diferentes posturas sexuales y la probabilidad de embarazo, siempre que exista eyaculación en la vagina.

### Métodos artificiales
Como alternativa al coito vaginal, existe la inseminación artificial, en la cual se introducen espermatozoides en el sistema reproductor femenino mediante instrumental especializado. También hay varios métodos de tecnología de reproducción asistida, como la fecundación in vitro, donde uno o más óvulos se extraen de los ovarios de una mujer y se co-incuban con espermatozoides fuera del cuerpo. El embrión resultante se debe  reinsertar en el útero de la mujer.

### Embarazo
El embarazo es el período de tiempo durante el cual el feto se desarrolla, dividiéndose a través de la mitosis dentro del útero de la mujer. Durante este tiempo, el feto recibe toda su nutrición y sangre oxigenada de la mujer, a través de la placenta, que está conectada al feto a través del cordón umbilical.

La reproducción humana finaliza después de un periodo de  gestación típico de 9 meses, cuando ocurre el nacimiento (parto).

El período de gestación es de aproximadamente 266 días en humanos. La gestación comienza con una etapa de cigoto muy breve, luego la etapa embrionaria, que está marcada por el desarrollo de los órganos principales y dura aproximadamente ocho semanas, luego la etapa fetal, que gira en torno al desarrollo de las células óseas mientras el feto sigue aumentando de tamaño.

### Nacimiento

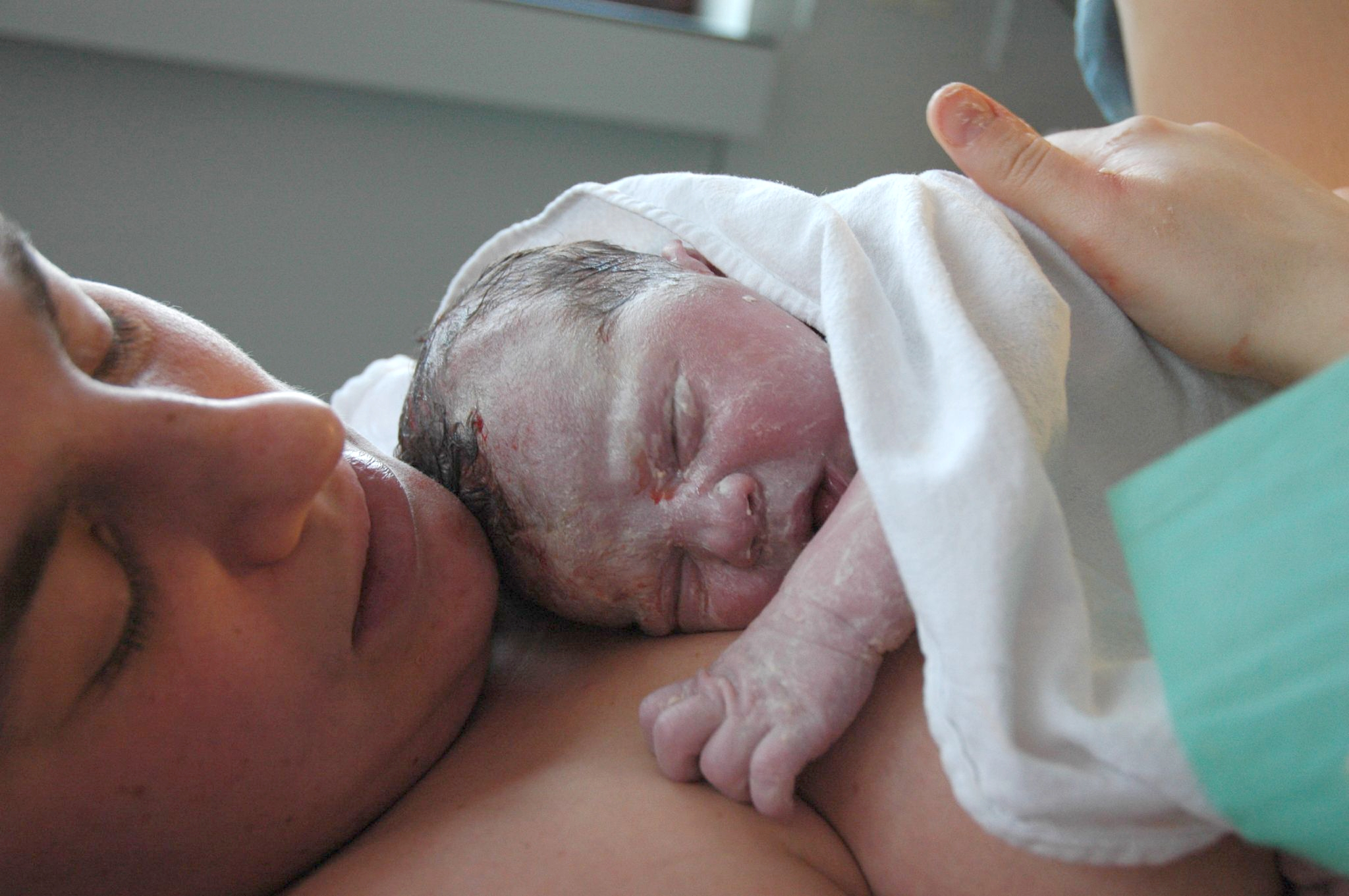
Neonato y su madre.

Una vez que el feto está lo suficientemente desarrollado, las señales químicas comienzan el proceso de nacimiento, que inicia con el empuje del feto fuera del canal de parto. El recién nacido, que en los seres humanos se denomina bebé, normalmente debe comenzar a respirar por sí solo justo después del nacimiento. Poco después, la placenta finalmente se cae por sí sola. La persona que ayuda al parto también puede cortar el cordón umbilical.

### Cuidado parental
Un bebé humano está indefenso en los primeros meses y el niño en crecimiento requiere altos niveles de cuidado de los padres durante muchos años. Un tipo importante de cuidado temprano de los padres es la lactancia, que consiste en alimentar al bebé con leche de las glándulas mamarias de la madre en sus mamas.

## Mitos relacionados con la reproducción humana
Existen numerosos mitos relacionados con el campo de la reproducción humana:
- Las posiciones post-coitales, como levantar las piernas o hacer el pino después del acto sexual, no contribuyen a que el espermatozoide llegue al óvulo más fácilmente, sino que su mecanismo intrínseco (movilidad) es la que le permite llegar hasta el óvulo.
- La pastilla anticonceptiva puede causar infertilidad: el uso de anticonceptivos hormonales regulariza el ciclo en mujeres con problemas hormonales, pero no incrementa el riesgo de infertilidad.[cita requerida]
- La forma de la barriga puede indicarte el sexo del bebé, de forma que si es puntiaguda se espera que sea un niño, y que si la forma es redonda una niña, pero no es cierto, la forma de la barriga depende de la características físicas e intrínsecas de la mujer como son la altura, forma de pelvis, o si ha tenido hijos previamente etc.
- Las técnicas de reproducción aumentan las probabilidades de embarazos múltiples y partos prematuros, este mito se debe a que anteriormente en las clínicas de reproducción asistida era frecuente transferir a la mujer dos o más embriones, sin embargo en la actualidad se tiende a la transferencia de un único embrión, para disminuir el riesgo de prematuridad en niños.